# George Whitefield
George Whitefield, (16 de dezembro de 1714 - 30 de setembro de 1770) foi um pastor anglicano itinerante, que ajudou a espalhar o Grande Despertamento na Grã-Bretanha e, principalmente, nas colônias norte-americanas. Juntamente com John Wesley e Charles Wesley, fundou o movimento metodista. Ele foi o líder dos metodistas calvinistas e é reconhecido como o pregador mais popular dos reavivamentos evangélicos do século XVIII.
Whitefield recebeu amplo reconhecimento durante seu ministério; ele pregou pelo menos 18.000 vezes para talvez dez milhões de ouvintes no Império Britânico. Ele conseguia cativar grandes audiências por meio de uma potente combinação de drama, eloquência religiosa e patriotismo. Ele usava a técnica de evocar fortes emoções e, em seguida, usar a vulnerabilidade de seu público cativado para pregar.

## Vida pregressa
Whitefield nasceu em Bell Inn, Southgate Street, Gloucester. Whitefield foi o quinto filho (sétimo e último filho) de Thomas Whitefield e Elizabeth Edwards, que mantinham uma pousada em Gloucester. Seu pai morreu quando George tinha dois anos, e ele posteriormente ajudou sua mãe com a pousada. Ainda jovem, ele descobriu que tinha paixão e talento para atuar no teatro, uma paixão que ele continuaria com as encenações teatrais de histórias da Bíblia que contava durante seus sermões. Ele foi educado na The Crypt School em Gloucester e no Pembroke College, Oxford.
Como os negócios na pousada haviam diminuído, Whitefield não tinha meios para pagar sua mensalidade. Ele, portanto, foi para a Universidade de Oxford como servitor, a categoria mais baixa dos alunos de graduação. Com mensalidade gratuita, ele agia como servitor de colegas e plebeus; as tarefas incluíam ensiná-los pela manhã, ajudá-los a tomar banho, limpar seus quartos, carregar seus livros e auxiliá-los no trabalho. Whitfield confessaria mais tarde que, embora fizesse boas obras e tentasse obedecer à lei de Deus, ainda não estava verdadeiramente convertido a Cristo. Foi o livro de Henry Scougal, A Vida de Deus na Alma do Homem, que Whitfield diz ter aberto seus olhos para o Evangelho e o levado à conversão. Em 1736, o Bispo de Gloucester o ordenou diácono da Igreja da Inglaterra.

## Evangelismo
Whitefield pregou seu primeiro sermão na Igreja de Santa Maria de Crypt, em sua cidade natal, Gloucester, uma semana após sua ordenação como diácono. A Igreja da Inglaterra não lhe designou uma igreja, então ele começou a pregar em parques e campos da Inglaterra por conta própria, alcançando pessoas que normalmente não frequentavam a igreja.
Em 1738, ele foi para a Igreja de Cristo em Savannah, província da Geórgia, nas colônias americanas, que havia sido fundada por John Wesley. Enquanto estava lá, Whitefield decidiu que uma das grandes necessidades da área era um orfanato. Ele decidiu que este seria o trabalho de sua vida. Em 1739, ele retornou à Inglaterra para arrecadar fundos, bem como para receber ordens sacerdotais. Enquanto se preparava para seu retorno, ele pregou para grandes congregações. Por sugestão de amigos, ele pregou para os mineiros de Kingswood, nos arredores de Bristol, ao ar livre. Como estava retornando à Geórgia, ele convidou John Wesley para assumir suas congregações de Bristol e pregar ao ar livre pela primeira vez em Kingswood e depois em Blackheath, Londres.
Whitefield, como muitos outros evangélicos anglicanos do século XVIII, aceitou uma leitura simples do Artigo 17 — a doutrina da predestinação da Igreja da Inglaterra — e discordou das visões arminianas dos irmãos Wesley sobre a doutrina da expiação. No entanto, Whitefield finalmente fez o que seus amigos esperavam que ele não fizesse — entregar todo o ministério a John Wesley. Whitefield formou e foi presidente da primeira conferência metodista, mas logo renunciou ao cargo para se concentrar no trabalho evangelístico.
Três igrejas foram estabelecidas na Inglaterra em seu nome — uma em Penn Street, Bristol, e duas em Londres, em Moorfields e em Tottenham Court Road — todas as três ficaram conhecidas pelo nome de "Tabernáculo de Whitefield". A reunião da sociedade na segunda Escola Kingswood em Kingswood acabou sendo também chamada de Tabernáculo de Whitefield. Whitefield atuou como capelão de Selina, Condessa de Huntingdon, e alguns de seus seguidores se juntaram à Connexion da Condessa de Huntingdon, cujas capelas foram construídas por Selina, onde uma forma de Metodismo Calvinista semelhante à de Whitefield era ensinada. Muitas das capelas de Selina foram construídas nos condados inglês e galês, e uma, a Capela Spa Fields, foi erguida em Londres.

## Orfanato Bethesda

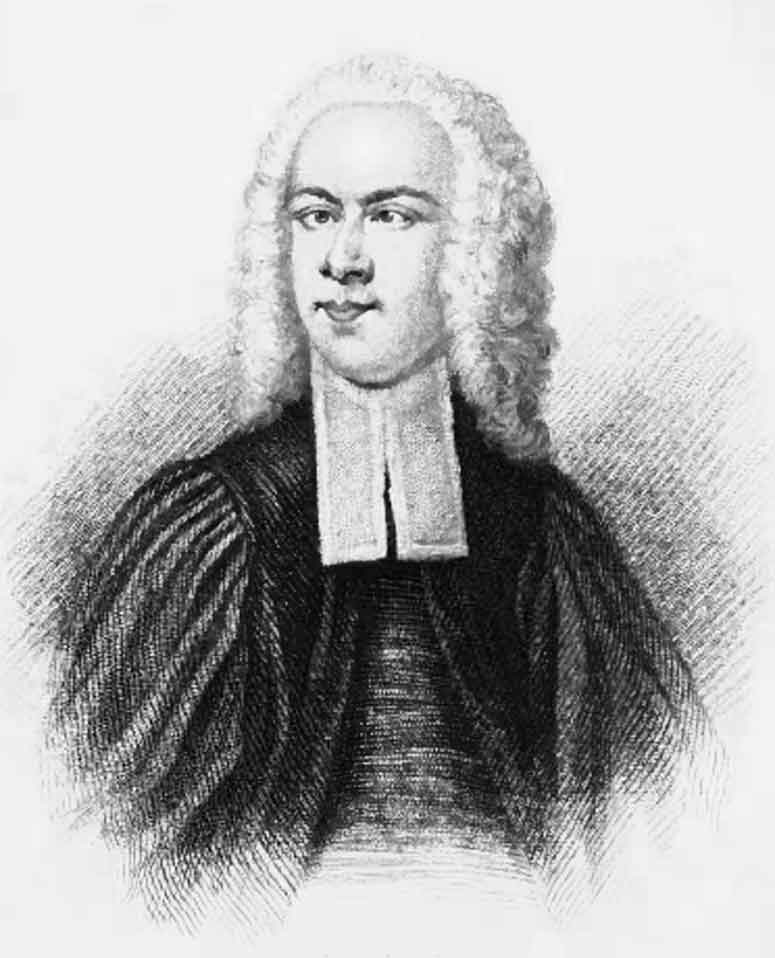
Whitefield tinha o que é conhecido como “olho preguiçoso” (estrabismo), o que não prejudicava sua visão, mas fazia com que pessoas em grandes multidões pensassem que seus olhos estavam diretamente sobre elas.

O esforço de Whitefield para construir um orfanato na Geórgia foi central para sua pregação. O Orfanato Bethesda e sua pregação constituíram a "dupla tarefa" que ocupou o resto de sua vida. Em 25 de março de 1740, a construção começou. Whitefield queria que o orfanato fosse um lugar de forte influência do Evangelho, com uma atmosfera saudável e forte disciplina. Tendo arrecadado o dinheiro com sua pregação, Whitefield "insistiu no controle exclusivo do orfanato". Ele se recusou a dar aos curadores uma prestação de contas financeira. Os curadores também se opuseram ao uso de "um método errado" por Whitefield para controlar as crianças, que "frequentemente ficam orando e chorando a noite toda".
Em 1740, ele contratou os Irmãos Morávios da Geórgia para construir um orfanato para crianças negras em um terreno que havia comprado no Vale Lehigh, na Pensilvânia. Após um desentendimento teológico, ele os dispensou e não conseguiu concluir a construção, que os Morávios posteriormente compraram e concluíram. Esta é agora a Casa Whitefield, no centro do bairro morávio de Nazareth, Pensilvânia.

## Reuniões de reavivamento
A partir de 1740, Whitefield pregou quase todos os dias durante meses para grandes multidões de até oitenta mil pessoas enquanto viajava pelas colônias, especialmente pela Nova Inglaterra. Sua jornada a cavalo da cidade de Nova York até Charleston, Carolina do Sul, foi naquela época a mais longa já documentada na América do Norte. Como Jonathan Edwards, ele desenvolveu um estilo de pregação que provocava respostas emocionais de seu público. Mas Whitefield tinha carisma, e sua voz alta, sua pequena estatura e até mesmo sua aparência vesga (que algumas pessoas consideravam uma marca de favor divino) serviram para ajudar a torná-lo uma das primeiras celebridades nas colônias americanas. Como Edwards, Whitefield pregou uma teologia firmemente calvinista que estava alinhada com o "calvinismo moderado" dos Trinta e Nove Artigos. Ao mesmo tempo que afirmava explicitamente a única agência de Deus na salvação, Whitefield ofereceu livremente o Evangelho, dizendo no final dos seus sermões: "Venha, pobre pecador perdido e desfeito, venha como você está a Cristo".
Para Whitefield, "a mensagem do evangelho era tão criticamente importante que ele se sentiu compelido a usar todos os meios terrenos para divulgá-la". Graças à ampla disseminação da mídia impressa, talvez metade de todos os colonos eventualmente ouviram falar, leram ou leram algo escrito por Whitefield. Ele empregou a imprensa sistematicamente, enviando homens avançados para colocar cartazes e distribuir panfletos anunciando seus sermões. Ele também providenciou a publicação de seus sermões. Grande parte da publicidade de Whitefield foi obra de William Seward, um leigo rico que o acompanhava. Seward atuou como "angariador de fundos, coordenador de negócios e publicitário" de Whitefield. Ele forneceu material a jornais e livreiros, incluindo cópias dos escritos de Whitefield.
Quando Whitefield retornou à Inglaterra em 1742, uma multidão estimada de 20 a 30.000 pessoas o encontrou. Uma dessas congregações ao ar livre ocorreu em Minchinhampton Common, Gloucestershire. Whitefield pregou para a "congregação de Rodborough" — uma reunião de 10.000 pessoas — em um lugar agora conhecido como "Whitefield's tump". Whitefield procurou influenciar as colônias após retornar à Inglaterra. Ele contratou a publicação de seus Diários autobiográficos em toda a América. Esses Diários foram caracterizados como "o veículo ideal para criar uma imagem pública que pudesse funcionar em sua ausência". Eles retrataram Whitefield na "melhor luz possível". Quando retornou à América para sua terceira turnê em 1745, ele era mais conhecido do que quando partiu.

## Proprietário de escravos
Whitefield era dono de uma plantação e dono de escravos e via o trabalho dos escravos como essencial para financiar as operações de seu orfanato. John Wesley denunciou a escravidão como "a soma de todas as vilanias" e detalhou seus abusos. No entanto, as defesas da escravidão eram comuns entre os protestantes do século XVIII, especialmente os missionários que usavam a instituição para enfatizar a providência de Deus. Whitefield inicialmente ficou em conflito sobre os escravos. Ele acreditava que eles eram humanos e ficava irritado por serem tratados como "criaturas subordinadas". No entanto, Whitefield e seu amigo James Habersham desempenharam um papel importante na reintrodução da escravidão na Geórgia. A escravidão foi proibida na jovem colônia da Geórgia em 1735. Em 1747, Whitefield atribuiu os problemas financeiros de seu Orfanato Bethesda à proibição da presença de negros na Geórgia. Ele argumentou que "a constituição daquela colônia [Geórgia] é muito ruim e é impossível para os habitantes subsistirem" enquanto os negros forem banidos. Embora fosse um grande defensor da oposição à escravidão, ele ainda possuía mais de 70 escravos, que eram em sua maioria mulheres de cor e mais do que alguns homens afro-americanos. 

### Defensor da escravidão
Entre 1748 e 1750, Whitefield fez campanha pela legalização da emigração afro-americana para a colônia, pois os curadores da Geórgia haviam proibido a escravidão. Whitefield argumentou que a colônia jamais seria próspera a menos que os escravos tivessem permissão para cultivar a terra. Whitefield queria a legalização da escravidão para a prosperidade da colônia, bem como para a viabilidade financeira do Orfanato Bethesda. "Se os negros tivessem sido autorizados" a viver na Geórgia, disse ele, "eu agora teria o suficiente para sustentar um grande número de órfãos sem gastar mais da metade da quantia que foi desembolsada". A pressão de Whitefield pela legalização da emigração de escravos para a Geórgia "não pode ser explicada apenas por questões econômicas". Era também sua esperança pela adoção e pela salvação eterna deles.

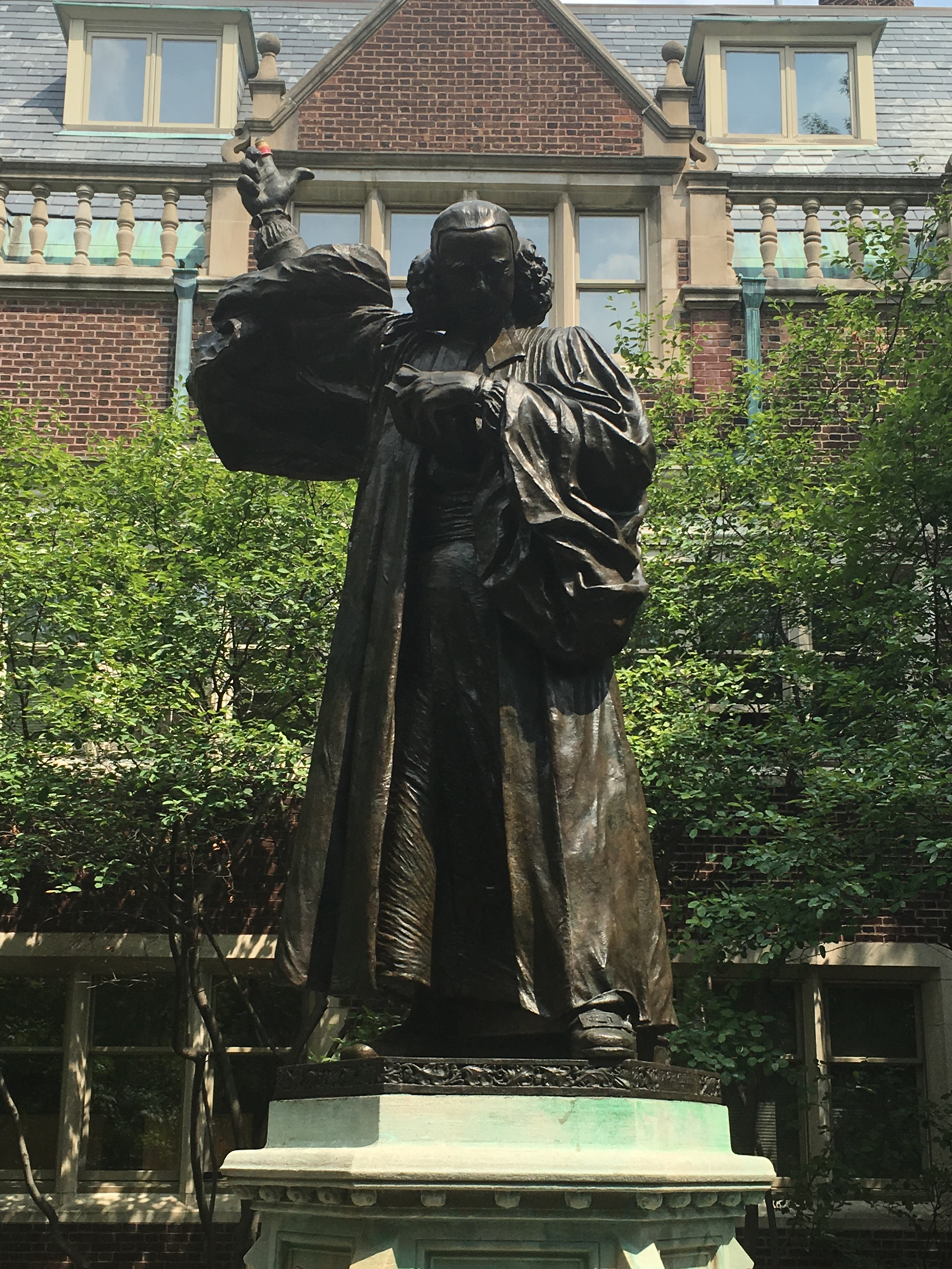
A estátua do Reverendo George Whitefield que ficava no campus da Universidade da Pensilvânia, na Filadélfia

Escravos negros foram autorizados a viver na Geórgia em 1751. Whitefield viu a "legalização da (residência negra) como parte de uma vitória pessoal e parte de uma vontade divina". Whitefield defendeu uma justificação bíblica para a residência negra como escravos. Ele aumentou o número de crianças negras em seu orfanato, usando sua pregação para arrecadar dinheiro para abrigá-las. Whitefield se tornou "talvez o mais enérgico e conspícuo defensor e praticante evangélico dos direitos dos negros". Ao propagar tal "defesa teológica para" a residência negra, Whitefield ajudou os proprietários de escravos a prosperar. Após sua morte, Whitefield deixou tudo no orfanato para a Condessa de Huntingdon. Isso incluía 4.000 acres de terra e 49 escravos negros.

### Sobre os excessos da escravidão
Em 1740, durante sua segunda visita à América, Whitefield publicou "uma carta aberta aos fazendeiros da Carolina do Sul, Virgínia e Maryland", repreendendo-os pela crueldade com seus escravos. Ele escreveu: "Acho que Deus tem uma desavença com vocês por seus abusos e crueldade contra os pobres negros". Além disso, Whitefield escreveu: "Seus cães são acariciados e acariciados em suas mesas; mas seus escravos, que são frequentemente chamados de cães ou bestas, não têm o mesmo privilégio". No entanto, Whitefield "não chegou a fazer um julgamento moral sobre a escravidão em si como instituição".
Whitefield é lembrado como um dos primeiros a pregar aos escravos. Alguns afirmaram que o Orfanato Bethesda "deu um exemplo de tratamento humano" aos negros. Phillis Wheatley (1753–1784), que era escrava, escreveu um poema "Sobre a morte do Rev. Sr. George Whitefield" em 1770. O primeiro verso chama Whitefield de "santo feliz".

## Relacionamento com Benjamin Franklin
Benjamin Franklin participou de uma reunião de reavivamento na Filadélfia e ficou muito impressionado com a capacidade de Whitefield de transmitir uma mensagem a um grupo tão grande. Franklin havia anteriormente descartado como exagero os relatos de Whitefield pregando para multidões da ordem de dezenas de milhares na Inglaterra. Ao ouvir Whitefield pregando no tribunal da Filadélfia, Franklin caminhou em direção à sua loja na Market Street até que não conseguiu mais ouvir Whitefield distintamente — Whitefield podia ser ouvido a mais de 150 metros. Ele então estimou sua distância de Whitefield e calculou a área de um semicírculo centrado em Whitefield. Considerando dois pés quadrados por pessoa, ele calculou que Whitefield poderia ser ouvido por mais de 30.000 pessoas ao ar livre. Após um dos sermões de Whitefield, Franklin observou:
Maravilhoso... a mudança logo se fez sentir nos costumes dos nossos habitantes. De irrefletidos ou indiferentes à religião, parecia que o mundo inteiro estava se tornando religioso, de modo que não se podia andar pela cidade à noite sem ouvir salmos cantados por diferentes famílias de cada rua.
Franklin era um ecumenista e aprovava o apelo de Whitefield a membros de muitas denominações, mas, ao contrário de Whitefield, não era evangélico. Ele admirava Whitefield como um colega intelectual e publicou vários de seus tratados, mas achava que o plano de Whitefield de administrar um orfanato na Geórgia daria prejuízo. Uma amizade próxima e duradoura se desenvolveu entre o pregador revivalista e o mundano Franklin. A verdadeira lealdade baseada em afeição genuína, juntamente com um alto valor dado à amizade, ajudou sua associação a se fortalecer ao longo do tempo. Cartas trocadas entre Franklin e Whitefield podem ser encontradas na Sociedade Filosófica Americana na Filadélfia. Essas cartas documentam a criação de um orfanato para meninos chamado Charity School. Em 1749, Franklin escolheu a casa de reuniões de Whitefield, com sua Charity School, para ser comprada como o local da recém-formada Academia da Filadélfia, inaugurada em 1751, seguida em 1755 pelo College of Philadelphia, ambos os predecessores da Universidade da Pensilvânia. Uma estátua de George Whitefield estava localizada no Dormitory Quadrangle, em frente às seções Morris e Bodine da atual Ware College House no campus da Universidade da Pensilvânia. Em 2 de julho de 2020, a Universidade da Pensilvânia anunciou que removeria a estátua por causa da conexão de Whitefield com a escravidão.

## Casamento
"Acredito que é a vontade de Deus que eu me case", escreveu George Whitefield a um amigo em 1740. Mas ele estava preocupado: "Peço a Deus que não tenha uma esposa até que eu possa viver como se não tivesse nenhuma." Essa ambivalência — acreditar que Deus queria uma esposa, mas querer viver como se não tivesse uma — trouxe a Whitefield uma vida amorosa decepcionante e um casamento em grande parte infeliz.
Em 14 de novembro de 1741, Whitefield casou-se com Elizabeth (nascida Gwynne), uma viúva anteriormente conhecida como Elizabeth James. Após sua estadia de 1744 a 1748 na América, ela nunca o acompanhou em suas viagens. Whitefield refletiu que "ninguém na América poderia suportá-la". Sua esposa acreditava que ela havia sido "apenas um fardo e uma carga" para ele. Em 1743, após quatro abortos espontâneos, Elizabeth deu à luz o quinto filho do casal, e o único a sobreviver ao parto, um menino. O bebê morreu aos quatro meses de idade. Vinte e cinco anos depois, Elizabeth morreu de febre em 9 de agosto de 1768 e foi enterrada em um jazigo na Capela de Tottenham Court Road. No final do século XIX, a Capela precisou de restauração e todos os enterrados lá, exceto Augustus Toplady, foram transferidos para o cemitério de Chingford Mount, no norte de Londres; seu túmulo não está marcado em seu novo local.
Cornelius Winter, que viveu por um tempo com os Whitefields, observou: "Ele não era feliz com sua esposa". E: "Ele não fazia sua esposa infeliz intencionalmente. Ele sempre preservou grande decência e decoro em sua conduta para com ela. A morte dela deixou sua mente muito mais livre". Após a morte de Elizabeth, no entanto, Whitfield disse: "Sinto a perda da minha mão direita diariamente".

## Morte e legado
Em 1770, Whitefield, com 55 anos, continuou pregando apesar da saúde debilitada. Ele disse: "Prefiro me desgastar do que enferrujar". Seu último sermão foi pregado em um campo "em cima de um grande barril". Na manhã seguinte, 30 de setembro de 1770, Whitefield morreu na casa paroquial da Old South Presbyterian Church, Newburyport, Massachusetts, e foi enterrado, de acordo com sua vontade, em uma cripta sob o púlpito desta igreja. Um busto de Whitefield está na coleção do Gloucester City Museum & Art Gallery.
Foi John Wesley quem pregou seu sermão fúnebre em Londres, a pedido de Whitefield.
Whitefield deixou quase £ 1.500 para amigos e familiares. Além disso, ele havia depositado £ 1.000 para sua esposa, caso falecesse antes dela, e havia contribuído com £ 3.300 para o Orfanato Bethesda. "Questões sobre a origem de sua riqueza pessoal o atormentavam. Seu testamento afirmava que todo esse dinheiro lhe havia sido deixado recentemente 'de uma forma muito inesperada e por meios impensados'."
Numa época em que cruzar o Oceano Atlântico era uma aventura longa e perigosa, ele visitou a América sete vezes, fazendo 13 travessias oceânicas no total. (Ele morreu na América.) Estima-se que, ao longo de sua vida, ele pregou mais de 18.000 sermões formais, dos quais 78 foram publicados. Além de seu trabalho na América do Norte e na Inglaterra, ele fez 15 viagens à Escócia - a mais famosa para os "Preaching Braes" de Cambuslang em 1742 - duas viagens à Irlanda e uma para Bermudas, Gibraltar e Holanda. Na Inglaterra e no País de Gales, o itinerário de Whitefield incluía todos os condados.
O condado de Whitfield, Geórgia, recebeu seu nome. Quando o ato da Assembleia Geral da Geórgia foi escrito para criar o condado, o "e" foi omitido da grafia do nome para refletir a pronúncia do nome.
O George Whitefield College, o Whitefield College of the Bible e o Whitefield Theological Seminary receberam todos o seu nome. O logotipo do Banner of Truth Trust retrata a pregação de Whitefield.
Kidd resume o legado de Whitefield.
1. "Whitefield foi o líder evangélico anglo-americano mais influente do século XVIII."
2. "Ele também marcou indelevelmente o caráter do cristianismo evangélico."
3. "Ele foi o primeiro pregador itinerante de fama internacional e a primeira celebridade transatlântica moderna de qualquer tipo".
4. "Talvez ele tenha sido o maior pregador evangélico que o mundo já viu."

Mark Galli escreveu sobre o legado de Whitefield:
George Whitefield foi provavelmente a figura religiosa mais famosa do século XVIII. Os jornais o chamavam de "maravilha da época". Whitefield era um pregador capaz de comandar milhares de pessoas em dois continentes com o poder absoluto de sua oratória. Em vida, pregou pelo menos 18.000 vezes para talvez 10 milhões de ouvintes.

## Oposição e controvérsia
Whitefield acolheu a oposição porque, como ele disse, "quanto mais me oponho, mais alegria sinto". Ele provou ser hábil em criar controvérsia. Em sua visita a Charles Town em 1740, "Whitefield levou apenas quatro dias para mergulhar Charles Town em controvérsia religiosa e social". Whitefield pensou que poderia ser martirizado por suas opiniões. Depois de atacar a igreja estabelecida, ele previu que seria "desprezado pelos rabinos de nossa Igreja e talvez finalmente morto por eles".

### Clero
Whitefield repreendeu outros clérigos por ensinarem apenas "a casca e a sombra da religião", porque eles não acreditavam na necessidade de um novo nascimento, sem o qual uma pessoa seria "lançada ao Inferno". Em sua visita à América do Norte em 1740-41 (como havia feito na Inglaterra), ele atacou outros clérigos (principalmente anglicanos), chamando-os de "perseguidores de Deus". Ele disse que Edmund Gibson, bispo de Londres com supervisão sobre o clero anglicano na América, não sabia "mais do cristianismo do que Maomé, ou um infiel". Depois que Whitefield pregou na Igreja Episcopal de St. Philip, em Charleston, o comissário Alexander Garden o suspendeu como um "clérigo vagabundo". Depois de ser suspenso, Whitefield atacou todo o clero anglicano da Carolina do Sul na imprensa. Whitefield emitiu uma acusação geral aos ministros congregacionais da Nova Inglaterra pela sua “falta de zelo”.
Em 1740, Whitefield publicou ataques às "obras de dois dos reverenciados autores do anglicanismo do século XVII". Whitefield escreveu que John Tillotson, arcebispo de Canterbury (1691–1694), "não tinha sido um verdadeiro cristão mais do que Maomé". Ele também atacou The Whole Duty of Man, de Richard Allestree, um dos tratados espirituais mais populares do anglicanismo. Pelo menos uma vez, Whitefield fez seus seguidores queimarem o tratado "com grande detestação". Na Inglaterra e na Escócia (1741–1744), Whitefield acusou amargamente John Wesley de minar sua obra. Ele pregou contra Wesley, argumentando que os ataques de Wesley à predestinação haviam alienado "muitos dos meus filhos espirituais". Wesley respondeu que os ataques de Whitefield eram "traiçoeiros" e que Whitefield havia se tornado "odioso e desprezível". No entanto, os dois se reconciliaram mais tarde na vida. Junto com Wesley, Whitefield havia sido influenciado pela Igreja Morávia, mas em 1753 ele os condenou e atacou seu líder, o Conde Nicolaus Zinzendorf, e suas práticas. Quando Joseph Trapp criticou os Diários de Whitefield, Whitefield respondeu que Trapp "não era um cristão, mas um servo de Satanás".
O clero inglês, escocês e americano atacou Whitefield, muitas vezes em resposta aos seus ataques a eles e ao anglicanismo. No início de sua carreira, Whitefield criticou a Igreja da Inglaterra. Em resposta, o clero chamou Whitefield de um dos "jovens charlatães da divindade" que estão "quebrando a paz e a unidade" da igreja. De 1738 a 1741, Whitefield publicou sete Diários. Um sermão na Catedral de São Paulo os descreveu como "uma mistura de vaidade, absurdo e blasfêmia misturados". Trapp chamou os Diários de "blasfemos" e acusou Whitefield de ser "obcecado por orgulho ou loucura". Na Inglaterra, em 1739, quando foi ordenado padre, Whitefield escreveu que "o espírito do clero começou a ficar muito amargurado" e que "as igrejas foram gradualmente me negadas". Em resposta aos Diários, o bispo de Londres, Edmund Gibson, publicou uma carta pastoral de 1739 criticando Whitefield. Whitefield respondeu rotulando o clero anglicano como "preguiçoso, não espiritual e buscador de prazeres". Ele rejeitou a autoridade eclesiástica alegando que 'o mundo inteiro é agora minha paróquia'.
Em 1740, Whitefield atacou The Whole Duty of Man, de Tillotson e Richard Allestree. Esses ataques resultaram em respostas hostis e redução da frequência às suas pregações ao ar livre em Londres. Em 1741, Whitefield fez sua primeira visita à Escócia a convite de Ralph e Ebenezer Erskine, líderes do Presbitério Associado dissidente. Quando eles exigiram e Whitefield recusou que ele pregasse apenas em suas igrejas, eles o atacaram como um "feiticeiro" e uma "criatura vaidosa, egoísta e envaidecida". Além disso, a coleta de dinheiro de Whitefield para seu orfanato em Bethesda, combinada com a histeria evocada por seus sermões ao ar livre, resultou em ataques amargos em Edimburgo e Glasgow.
A pregação itinerante de Whitefield pelas colônias foi contestada pelo bispo Benson, que o havia ordenado para um ministério fixo na Geórgia. Whitefield respondeu que, se os bispos não autorizassem sua pregação itinerante, Deus lhe daria a autoridade. Em 1740, Jonathan Edwards convidou Whitefield para pregar em sua igreja em Northampton. Edwards ficou "profundamente perturbado por seus apelos irrestrito à emoção, por julgar abertamente aqueles que considerava não convertidos e por sua exigência de conversões instantâneas". Whitefield se recusou a discutir as dúvidas de Edwards com ele. Mais tarde, Edwards proferiu uma série de sermões contendo apenas "críticas veladas" à pregação de Whitefield, "alertando contra a dependência excessiva da eloquência e do fervor de um pregador". Durante a visita de Whitefield à América entre 1744 e 1748, dez panfletos críticos foram publicados, dois por autoridades de Harvard e Yale. Esta crítica foi em parte evocada pela crítica de Whitefield à "sua educação e compromisso cristão" em seu Diário de 1741. Whitefield viu essa oposição como "uma conspiração" contra ele. Ele seria ridicularizado com nomes como "Dr. Squintum", zombando dele por sua esotropia.

### Leigos
Quando Whitefield pregou numa igreja dissidente e “a resposta da congregação foi desanimadora”, ele atribuiu a resposta ao “endurecimento do povo”, tal como aconteceu com “o Faraó e os Egípcios” na Bíblia.
Muitos habitantes da Nova Inglaterra alegaram que Whitefield destruiu "o sistema paroquial ordenado da Nova Inglaterra, as comunidades e até as famílias". A "Declaração da Associação do Condado de New Haven, 1745" afirmou que, após a pregação de Whitefield, "a religião está agora em um estado muito pior do que estava". Depois que Whitefield pregou em Charlestown, um artigo de jornal local o atacou como "blasfemo, pouco caridoso e irracional". Depois que Whitefield condenou os morávios e suas práticas, seu ex-impressor londrino (um morávio) chamou Whitefield de "um Maomé, um César, um impostor, um Dom Quixote, um demônio, a besta, o homem do pecado, o Anticristo".
Ao ar livre em Dublin, Irlanda (1757), Whitefield condenou o catolicismo romano, incitando um ataque de "centenas e centenas de papistas" que o amaldiçoaram e o feriram gravemente e destruíram seu púlpito portátil. Em várias ocasiões, uma mulher agrediu Whitefield com "tesouras e uma pistola, e seus dentes". "Pedras e gatos mortos" foram atirados nele. Um homem quase o matou com uma bengala com ponta de latão. "Outro subiu em uma árvore para urinar nele." Em 1760, Whitefield foi burlesco por Samuel Foote em The Minor.

### Nobreza
Selina Hastings, Condessa de Huntingdon, nomeou Whitefield seu capelão pessoal. Em sua capela, notou-se que sua pregação era "mais considerada entre pessoas de posição superior" que assistiam aos serviços da condessa. Whitefield mostrou-se humilde diante "da condescendência de Vossa Senhoria em patrocinar um cão morto como eu". Ele então disse que "estimava muito os bispos da Igreja da Inglaterra por seu caráter sagrado". Confessou que em "muitas coisas" havia "julgado e agido errado" e que havia "sido muito amargo em meu zelo". Em 1763, em defesa do Metodismo, Whitefield "repetiu sua contrição por grande parte do que estava contido em seus Diários ".
Entre a nobreza que ouviu Whitefield na casa da Condessa de Huntingdon estava Lady Townshend. Em relação às mudanças em Whitefield, alguém perguntou a Lady Townshend: "Por favor, senhora, é verdade que Whitefield se retratou?" Ela respondeu: "Não, senhor, ele apenas cantou." Um significado de cant é "afetar fraseologia religiosa ou pietista, especialmente como uma questão de moda ou profissão; falar irreal ou hipocritamente com uma afetação de bondade ou piedade".

## Inovação religiosa

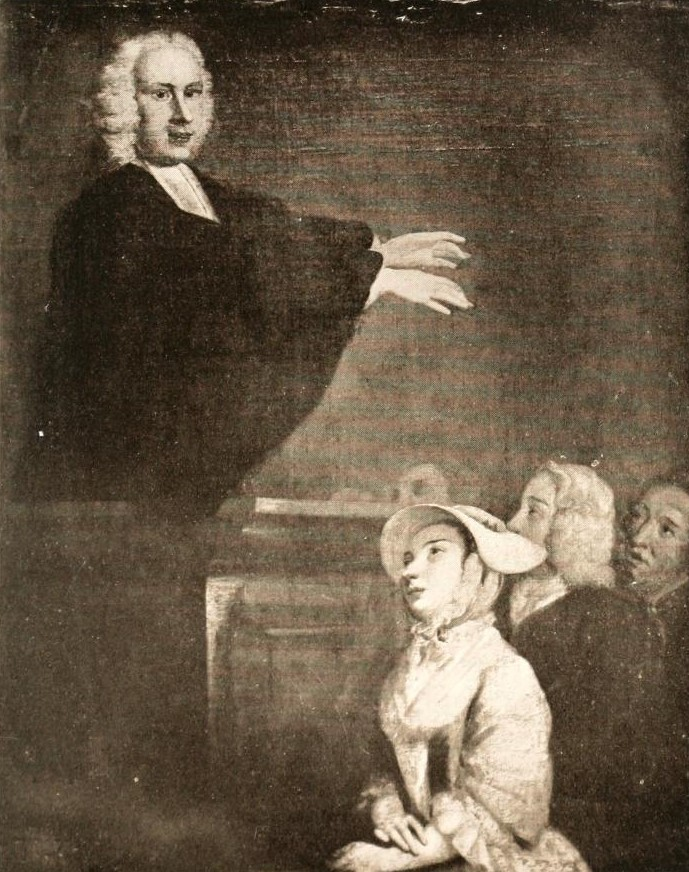
William W. Hallo disse que Whitefield “podia levar homens adultos às lágrimas pela simples pronúncia da palavra 'Mesopotâmia'".

No Primeiro Grande Despertamento, em vez de ouvir os pregadores com recato, as pessoas gemiam e rugiam em emoção entusiasmada. Whitefield era um "pregador apaixonado" que frequentemente "derramava lágrimas". Subjacente a isso estava sua convicção de que a religião genuína "envolvia o coração, não apenas a cabeça". Em sua pregação, Whitefield usava estratagemas retóricos característicos do teatro, um meio artístico amplamente desconhecido na América colonial. Harry S. Stout se refere a ele como um "dramaturgo divino" e atribui seu sucesso aos sermões teatrais que lançaram as bases para uma nova forma de oratória de púlpito. "Abraão Oferecendo Seu Filho Isaac", de Whitefield, é um exemplo de sermão cuja estrutura inteira se assemelha a uma peça teatral.
As escolas de teologia foram abertas para desafiar a hegemonia de Yale e Harvard; a experiência pessoal tornou-se mais importante do que a educação formal para os pregadores. Tais conceitos e hábitos formaram uma base necessária para a Revolução Americana. A pregação de Whitefield reforçou "a ideologia republicana em evolução que buscava o controle democrático local dos assuntos civis e a liberdade da intrusão monárquica e parlamentar".

## Obras
Os sermões de Whitefield eram amplamente conhecidos por inspirar a devoção de seu público. Muitos deles, assim como suas cartas e diários, foram publicados durante sua vida. Ele também era um excelente orador, forte na voz e adepto da improvisação. Sua voz era tão expressiva que dizem que as pessoas choravam só de ouvi-lo aludir à "Mesopotâmia". Seus diários, originalmente destinados apenas à circulação privada, foram publicados pela primeira vez por Thomas Cooper. James Hutton então publicou uma versão com a aprovação de Whitefield. Sua linguagem exuberante e "muito apostólica" foi criticada; seus diários não foram mais publicados depois de 1741.
Whitefield preparou uma nova parcela em 1744-45, mas não foi publicada até 1938. As biografias do século XIX geralmente se referem ao seu trabalho anterior, Um breve relato das relações de Deus com o reverendo George Whitefield (1740), que cobriu sua vida até sua ordenação. Em 1747, ele publicou Um relato adicional das relações de Deus com o reverendo George Whitefield, cobrindo o período de sua ordenação até sua primeira viagem à Geórgia. Em 1756, uma versão vigorosamente editada de seus diários e relatos autobiográficos foi publicada. Whitefield era "profundamente consciente da imagem". Seus escritos tinham "a intenção de transmitir Whitefield e sua vida como um modelo para a ética bíblica... , como humilde e piedoso".

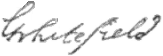
Assinatura de George Whitefield

Após a morte de Whitefield, John Gillies, um amigo de Glasgow, publicou um livro de memórias e seis volumes de obras, compreendendo três volumes de cartas, um volume de folhetos e dois volumes de sermões. Outra coleção de sermões foi publicada pouco antes de ele deixar Londres pela última vez em 1769. Estes foram repudiados por Whitefield e Gillies, que tentaram comprar todas as cópias e desmantelá-las. Eles haviam sido anotados em taquigrafia, mas Whitefield disse que eles o faziam dizer bobagens em algumas ocasiões. Esses sermões foram incluídos em um volume do século XIX, Sermons on Important Subjects, juntamente com os sermões "aprovados" das Works. Uma edição dos diários, em um volume, foi editada por William Wale em 1905. Esta foi reimpressa com material adicional em 1960 pelo Banner of Truth Trust. Faltam as entradas do diário das Bermudas encontradas na biografia de Gillies e as citações de diários manuscritos encontrados em biografias do século XIX. Uma comparação desta edição com as publicações originais do século XVIII mostra inúmeras omissões — algumas menores e algumas maiores.
 

Whitefield também escreveu vários hinos e revisou um de Charles Wesley. Wesley compôs um hino em 1739, "Hark, how all the welkin rings"; Whitefield revisou o dístico de abertura em 1758 para " Hark! The Herald Angels Sing".